# 2021년 북아메리카 서부 폭염
2021년 북아메리카 서부 폭염은 (영어: 2021 Western North America heat wave) 2021년 6월부터 태평양 북서부와 캐나다 서부, 특히 미국의 네바다주 서부, 북부 캘리포니아, 오리건주, 워싱턴주, 아이다호주와 캐나다 브리티시컬럼비아주를 중심으로, 6월 말부터는 캐나다 앨버타주, 서스캐처원주, 유콘 준주, 노스웨스트 준주에서 지속되고 있는 폭염이다.
캐나다와 미국 지역 역사상 기록적인 폭염으로 꼽히는 이 폭염은 북아메리카 서부 중심부에 자리잡은 기압 마루, 즉 고기압 열돔 때문에 발생했다. 열돔 때문에 캐나다는 6월 29일 49.6 °C를 기록하는 등 역사상 최고 온도 기록을 경신하였고, 그 외에도 북아메리카 서부 지역에서 역사상 최고 온도 기록을 경신하였다.
이 폭염은 북아메리카 북부보다는 온도가 비교적 낮긴 하지만 중부 및 남부 캘리포니아, 네바다주 서북부 및 남부에도 영향을 미치고 있다.
폭염으로 인한 사망자는 지속적으로 증가하고 있으며 정확한 값은 집계되지 않고 있다. 2021년 6월 30일 캐나다 브리티시컬럼비아주 주정부는 기자회견에서 3일간 폭염으로 인한 사망자가 최소 321명이라고 발표하였다. 미국 오리건주에서는 사망자가 최소 63명, 워싱턴주에서는 최소 13명이 사망한 것으로 집계되었다.

## 원인
태평양 북서부는 여름에 가장 활동적인 반영구성 고기압인 북태평양 고기압에 인접해 있다. 또한 2021년은 라니냐의 해인데 라니냐인 해에는 태평양 서쪽에 따뜻한 물이 머무는 현상이 발생한다. 북아메리카 서부에 있는 열돔의 기원은 6월 23일 발생한 중국의 집중호우에서 찾을 수 있다. 중국에 집중호우를 몰고 온 따듯하고 습한 공기가 제트 기류에 흘러들어가 동쪽의 더 찬물 쪽으로 움직였다. 이 기류가 기압 마루와 부딪히면서 2021년 6월 말에는 지속적으로 강화되는 저지압(Block)의 영향으로 크게 변형되고 제트기류가 남쪽으로 굽이치는 고기압으로 빨려들어가게 되었다. 그와 동시에 미국 남서부 주들은 극심한 가뭄을 겪고 있었는데 이 때문에 미국 남서부 지역의 기온이 평년을 웃돌았고 뜨거운 공기가 태평양 북서부로 북상하였다.
이런 기상 변화는 강력한 저지압 형성으로 이어졌고, 중상층 높이에서 기류 대부분이 완전히 정지한 거대한 고기압 열돔이 형성되었다. 이 때 고기압이 공기를 아래로 밀어내 지상의 공기를 가열시켰고, 태양열로 공기가 가벼워지고 더워져도 강력한 고기압 때문에 공기가 빠져나가지 못하고 그대로 정체되었다. 또한 캐스케이드산맥에서 불어오는 강력한 활강풍이 오리건주 서부와 워싱턴주의 공기를 덥혔다.
전례없는 폭염의 원인으로 기후 변화도 같이 꼽히고 있으나 위에서 설명한 강력한 저지압이 지구의 온난화로 더 자주 발생하는지는 학자들의 논쟁 대상이다.
이 모든 사건은 통계적으로 수천 년에 한번 꼴로 발생하는 매우 이례적인 현상으로 보는 연구자들이 있다.

## 온도 기록

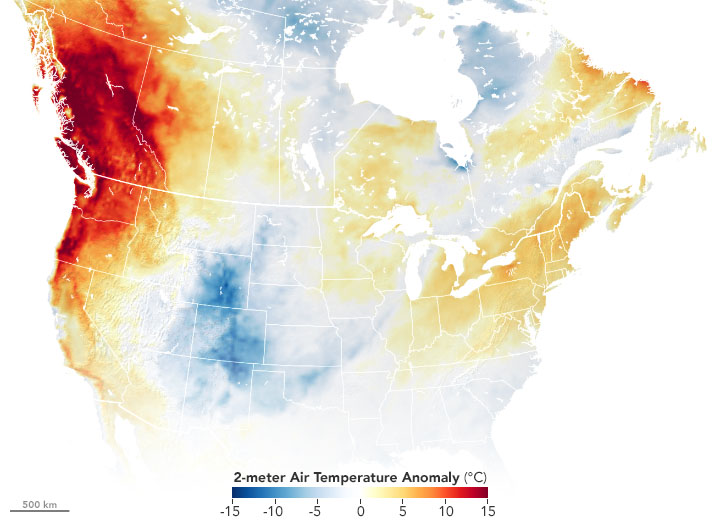
2021년 6월 27일 기준, 평년 기온과 당일 기온과의 차이(Anomaly)를 그린 그래프. 북아메리카 서부 지역이 빨강(+20도 차이)로 그려져 있다.

보통 6월이 온화한 날씨인 것으로 알려진 태평양 북서부 지역 대부분이 2021년 6월에는 평년보다 최고 기온이 최소 11-19 °C(20-35 °F) 더 높은 수치를 보였다. 실제로 2021년의 기온이 매우 이례적이여서 밤 최저 기온이 평년 기온보다 더 높을 정도의 기온이 자주 관측되기도 할 정도로 기온이 매우 높았다.

### 캐나다
6월 29일 브리티시컬럼비아주 리튼의 기온이 49.6 °C(121.3 °F)를 기록하면서 캐나다 역사상 최고 온도를 기록하였다. 이는 6월 27일 46.6 °C (115.9 °F)으로 1935년 있었던 종전 캐나다 역사상 최고기온 기록을 경신하고, 그 다음 날인 6월 28일 47.9 °C (118.2 °F)로 다시 한번 경신한 후 3일 연속으로 기온이 또 경신된 사례이다. 또한 북위 50도 이북 지역에서 역사상 최고 기온도 경신하였다.
그 외에도 6월 27일에는 컬터스 호수, 릴루엣, 애쉬크로프트에서 43.8 °C (110.8 °F)를, 캠루프스에서 44 °C (111 °F)를 기록하며 지역 역사상 최고 기온을 경신하였으며 6월 27일 하루에만 브리티시컬럼비아주의 57개 기상 관측소에서 사상 최고온 기록을 경신하였다. 이 기온 경신은 다음 날에도 계속 이어져 캠루프스의 경우 6월 28일에 45.8 °C (114.4 °F)를, 6월 29일에 47.3 °C (117.1 °F)를 기록하며 연속으로 기록을 경신하였다. 6월 28일에는 애버츠퍼드에서 42.9 °C (109.2 °F)를, 에스콰이몰트에서 39.8 °C (103.6 °F)를, 포트앨버니에서 42.7 °C (108.9 °F)를 기록하며 지역 최고 기온 기록을 경신하였다. 6월 29일에는 밴프에서 36.6 °C (97.9 °F), 비버랏지에서 39.4 °C (102.9 °F), 보우밸리 주립 공원에서 37.7 °C (99.9 °F), 코크런에서 34.4 °C (93.9 °F), 재스퍼에서 39.1 °C (102.4 °F), 그랜디프레리에서 40.2 °C (104.4 °F), 헤드릭슨크릭에서 36.3 °C (97.3 °F), 노르덱에서 34.8 °C (94.6 °F), 레드어스크릭에서 36.3 °C (97.3 °F)를 기록하는 등 캐나다 서부의 103개 기상 관측소에서 지역 최고 기온 기록을 경신하였다. 특히나 북위 61도에 있는 너해니부트에서도 38.1 °C (100.6 °F)의 고온을 기록했다.
로키산맥 지역에서는 무더위가 6월 말에서 7월 초까지도 이어질 것으로 예보되었다.

### 미국
시애틀, 포틀랜드, 스포캔을 포함한 미국 서부의 주요 대도시들이 38 °C가 넘는 고온과 함께 지역의 평년 평균 기온을 웃도는 최저 기온을 겪었다.
오리건주-워싱턴주 경계 지역에서 미국에서 가장 높은 기온을 관측하였다. 컬럼비아강을 끼고 양쪽에 있는 도시인 오리건주의 댈러스와 워싱턴주 댈포트는 최고 기온 48 °C를 기록하여 워싱턴주의 역사상 최고 온도를 기록하였으며 6월 주 전체의 최고기온이 예년에 비해 평균 3도 이상 상승하였다. 워싱턴주의 파스코도 6월 29일 거의 비슷한 온도를 기록하였다.

#### 오리건주
6월 26일 포틀랜드는 108 °F (42 °C)를 기록하며 종전 1965년 7월과 1981년 8월에 기록했던 최고 기온인 107 °F (42 °C)을 경신하였다. 6월 27일에는 44 °C(112 °F)를 기록하며 전날의 기록을 다시 한 번 경신하였다. 그 다음날인 6월 28일에는 47 °C(116 °F)를 기록하며 3일 연속으로 최고 기온 기록이 경신되었다. 위에서 언급한 온도는 2006년 6월 26일에 기록했던 6월 최고온 기록인 39 °C(102 °F)를 경신한 기록이다.
세일럼은 6월 26일 41 °C(105 °F)를 기록하며 역대 6월 최고 기온을 경신하였다. 또한 6월 27일에는 45 °C(113 °F)를 기록하며 종전 최고 온도 기록이었던 42 °C(108 °F)를 돌파하였다. 6월 28일에는 47 °C(117 °F)를 기록하며 전날의 최고 기온 기록을 다시 경신하였다. 하지만 6월 28일 윌래미트밸리 중부 모든 지역이 폭염을 겪은 것은 아니다. 특히 세일럼 남부 지역은 바닷바람의 영향으로 기온이 섭씨 30도 중반에만 그친 지역이 많았다.
윌래미트밸리 지역은 바다에서 유입된 찬 공기로 인해 기온이 급격하게 떨어져 포틀랜드는 밤 최저 기온이 29 °C(52 °F)로 약 2배 가까이 떨어졌으며 세일런도 최고 기온 47 °C에서 밤 최저 기온 16 °C(61 °F)로 떨어지는 등 사상 최대 온도폭을 기록하였다.

#### 워싱턴주

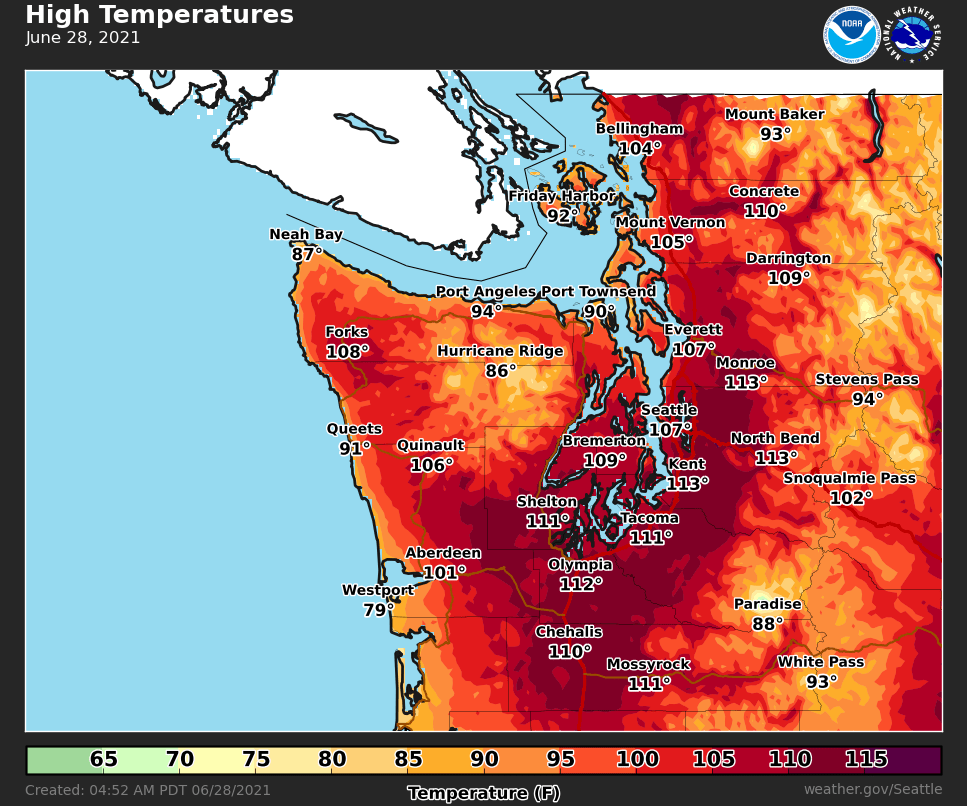
2021년 6월 28일 미국 워싱턴주 서부의 최고기온 예보.

1894년 시애틀에서 처음으로 근대적인 기상 관측을 시작한 후 2021년 6월까지 최고 온도가 38 °C(100 °F)를 돌파한 때는 딱 3번 있었으나, 2021년 6월 시애틀 터코마 국제공항은 3일 연속으로 최고 온도가 38 °C(100 °F)를 돌파하였다. 특히 6월 27일에는 40 °C(104 °F)를, 다음 날인 28일에는 42 °C(108 °F)를 기록하였다. 이 모든 값은 종전 최고 온도 기록이었던 2017년의 36 °C(96 °F)를 한참 웃도는 값이었다. 해안과 멀리 떨어진 교외 지역은 온도가 더 높았는데, 메이플밸리에서는 최고 기온 48 °C(118 °F)를 기록했다.
6월 26일 포트앤젤레스는 지역 역사상 최고기온인 35 °C(95 °F)에 도달했다. 역시 같이 올림픽반도에 있는 워싱턴주 내륙 호흐 숲 끄트머리의 크위리우트 공항 기상대는 43 °C(110 °F)를 기록하며 전년 대비 섭씨 6도 넘게 증가하였다.
통상 영하로 만년설이 있던 레이니어산의 고도 3,000 m 지점도 6월 27일에는 최고 기온 23 °C(73 °F)를 기록하였다.

## 영향
폭염은 북아메리카 북서부의 대도시들에게 영향을 주고 있다. 시애틀과 포틀랜드의 냉방 비율은 미국의 주요 도시권 냉방비율에서 가장 낮은 각각 1위와 3위를 차지했다. 2015년 미국 인구조사국의 조사에서는 시애틀에서 공조 장치(에어컨 등)을 보유한 가정은 33% 정도였으나 2019년 조사에서는 이 비율이 44%로 증가했다. 시애틀 지역의 온난화 추세가 에어컨 설치 비율을 높인 것으로 추정된다. 이 때문에 폭염으로 오리건주, 워싱턴주, 브리티시컬럼비아주에서는 코로나19 관련해서 더위쉼터와 같은 공공장소의 냉방시설에 대한 규제를 철폐하였다.

## 같이 보기
- 2003년 유럽 폭염
- 2018년 동아시아 폭염
- 2021년 한반도 폭염